# Victoria Mercanton
Pour les articles homonymes, voir Mercanton.
Victoria Mercanton, ou Victoria Spiri-Mercanton, est une monteuse et réalisatrice française, née Victoria Pozner le 25 janvier 1911 à Saint-Pétersbourg et morte le 23 mai 2007 dans le 15e arrondissement de Paris, active des années 1930 aux années 1970.

## Biographie
Elle est l'épouse du monteur Roger Mercanton (1908-2007).

## Filmographie

### Monteuse
- 1939 : Fric-Frac de Maurice Lehmann et Claude Autant-Lara
- 1940 : Pour le maillot jaune de Jean Stelli
- 1946 : Tombé du ciel d'Emil-Edwin Reinert
- 1947 : Le destin s'amuse d'Emil-Edwin Reinert
- 1947 : L'Éventail d'Emil-Edwin Reinert
- 1947 : Les Requins de Gibraltar d'Emil-Edwin Reinert
- 1948 : La Grande Lutte des mineurs de Louis Daquin
- 1949 : Fandango d'Emil-Edwin Reinert
- 1950 : La Ville indomptée de Jerzy Zarzycki
- 1951 : Maître après Dieu de Louis Daquin
- 1951 : Vivent les dockers de Robert Ménégoz
- 1952 : Plaisirs de Paris de Ralph Baum
- 1952 : Traumschöne Nacht de Ralph Baum, version allemande de Plaisirs de Paris
- 1952 : Trois femmes d'André Michel
- 1953 : Des hommes et des montagnes de Jean-Jacques Languepin et Gaston Rébuffat
- 1954 : Le Grand Jeu de Robert Siodmak
- 1956 : La Sorcière d'André Michel
- 1956 : Et Dieu… créa la femme de Roger Vadim
- 1957 : Sait-on jamais... de Roger Vadim
- 1958 : Les Bijoutiers du clair de lune de Roger Vadim
- 1958 : Derrière la grande muraille (documentaire) de Robert Ménégoz
- 1959 : Les Liaisons dangereuses 1960 de Roger Vadim
- 1960 : Vingt mille lieues sur la terre de Marcello Pagliero
- 1960 : Et mourir de plaisir de Roger Vadim
- 1962 : Le Repos du guerrier de Roger Vadim
- 1963 : Le Vice et la Vertu de Roger Vadim
- 1963 : La Soupe aux poulets de Philippe Agostini
- 1963 : Château en Suède de Roger Vadim
- 1964 : La Ronde de Roger Vadim
- 1965 : Je vous salue mafia de Raoul Lévy
- 1966 : La Curée de Roger Vadim
- 1967 : Sept fois femme de Vittorio De Sica
- 1968 : Barbarella de Roger Vadim
- 1970 : Hoa-Binh de Raoul Coutard
- 1970 : Le Bal du comte d'Orgel de Marc Allégret
- 1971 : Sapho ou la Fureur d'aimer de Georges Farrel
- 1971 : Quelqu'un derrière la porte de Nicolas Gessner
- 1971 : La Saignée de Claude Mulot
- 1972 : Hellé de Roger Vadim
- 1973 : Don Juan 73 de Roger Vadim
- 1974 : OK patron de Claude Vital
- 1974 : La Jeune Fille assassinée de Roger Vadim
- 1975 : Maître Pygmalion de Jacques Nahum et Hélène Durand
- 1976 : Une femme fidèle de Roger Vadim
- 1979 : Laisse-moi rêver de Robert Ménégoz

### Réalisatrice
- 1949 : Vive Staline ! (court métrage)
- 1949 : L'homme que nous aimons le plus
- 1950 : La Révolution de 1848 (court métrage documentaire), co-réalisé avec Marguerite de la Mure, nommé pour l'Oscar du meilleur court métrage documentaire[3],[4] en 1949
- 1966 : Le Chant du monde de Jean Lurçat (documentaire), co-réalisé avec Pierre Biro